# 堺市立陵南中学校
堺市立陵南中学校（さかいしりつ りょうなん ちゅうがっこう）は、大阪府堺市北区にある公立中学校。

## 沿革
学制改革と同時の1947年に、堺市（当時の市域）で最初の中学校9校のうちの1校「堺市立第八中学校」として開校した。
開設当初は堺市立工業高等学校に本校を置き、堺市立深井小学校と堺市立東百舌鳥小学校の2ヶ所に分校を設置した。翌1948年には旧制堺市立百舌鳥高等女学校（現在の大阪府立堺西高等学校の前身校の一つ）跡に移転したが、1954年に元大阪府立大学教育学部跡の現在地に移転している。
地域の人口増加に伴って生徒規模が過大化したため、当校から堺市立東百舌鳥中学校・堺市立中百舌鳥中学校・堺市立深井中学校・堺市立深井中央中学校の4中学校が分離開校している。

### 年表
- 1947年4月1日 - 堺市立第八中学校として開校。
- 1948年4月9日 - 旧堺市立百舌鳥高等女学校跡に移転。
- 1950年4月1日 - 堺市立陵南中学校と改称。
- 1959年6月23日 - 現在地に移転。
- 1966年 - 堺市立東百舌鳥中学校を分離。
- 1980年4月1日 - 堺市立中百舌鳥中学校を分離。
- 1981年4月1日 - 従来の校区の一部を、新設の堺市立深井中学校校区へ分離。
- 1987年4月1日 - 堺市立深井中央中学校を分離。

## 通学区域
- 堺市立西百舌鳥小学校と堺市立百舌鳥小学校の通学区域。

堺市北区 百舌鳥赤畑町、百舌鳥梅北町、百舌鳥西之町、百舌鳥陵南町、百舌鳥本町、百舌鳥梅町1丁・2丁、東上野芝町2丁。

## 交通
- 阪和線 百舌鳥駅 南へ約1km。

## 著名な卒業生
- 友野一希（フィギュアスケート選手）